# NCSM Moncton (K139)
Pour les autres navires du même nom, voir NCSM Moncton.
Le NCSM Moncton (K139) est une corvette canadienne de la classe Flower de la Marine royale canadienne.

## Service militaire
Le NCSM Moncton a été construit par le chantier naval St. John Dry Dock & Shipbuilding Co. à Saint-Jean, au Nouveau-Brunswick. Le navire est lancé le 11 août 1941 et commence son service actif dans la flotte de l'Atlantique le 24 avril 1942.
La corvette se voit confier des missions d'escorte de convois mais, à la suite d'une collision avec un navire marchand intervenue le 28 juillet 1943, elle doit être réparée à Dartmouth jusqu'au mois de septembre. Elle repart en octobre et recommence à escorter des convois.
Elle est ensuite affectée à la flotte du Pacifique en janvier 1944 et part pour Esquimalt, en Colombie-Britannique. Après des travaux de rénovation, elle est mise à la disposition du commandement de la côte pacifique, puis est mise en réserve à Esquimalt, et enfin retirée du service le 12 décembre 1945.

## Service civil
Le NCSM Moncton est vendu en 1955 et est reconverti en baleinier sous pavillon néerlandais avec pour nouveau nom Willem Vinke. Il est ensuite envoyé à la ferraille à Santander en Espagne en 1966.